# 2(3H)-苯并呋喃酮
2(3H)-苯并呋喃酮是一种有机化合物，化学式为C8H6O2，它在形式上是苯和γ-丁内酯并合的分子。一些天然产物如迷迭香油的提取物具有其母体结构。
它最初于1884年由Adolf von Baeyer和Paul Fritsch通过蒸馏2-羟基苯乙酸制得。